# Isla Starbuck
La isla Starbuck, también conocida como isla Volunteer, es un atolón coralino plano y bajo inhabitado del océano Pacífico central. Es parte de las islas de la Línea pertenecientes a la República de Kiribati. La isla ha recibido múltiples denominaciones: isla Barren, isla Coral Queen, isla Hero, isla Low, isla Starve e isla Volunteer.
Mide 8.9 km de este a oeste y 3.5 km de norte a sur. La isla Starbuck fue descubierta en 1823 por Valentine Starbuck, capitán de un buque ballenero británico. Reclamada por Estados Unidos en 1856 bajo el Acta de Islas Guaneras, pero controlada por Gran Bretaña después de 1866, la isla Starbuck se convirtió en exportadora de fosfato entre 1870 y 1893. Debido a su baja altitud (el punto más alto de la isla mide sólo 5 metros), la isla está rodeada por arrecifes peligrosos, que a finales del siglo XIX, provocaron el naufragio de un sinnúmero de naves.
La isla Starbuck fue designada como un área protegida por las Naciones Unidas, y en ella se encuentra una colonia de gaviotines apizarrados (Sooty terns).
- Datos: Q911028
- Multimedia: Starbuck Island / Q911028